# (5234) Sechenov
(5234) Sechenov  es un asteroide perteneciente al cinturón de asteroides, descubierto el 4 de noviembre de 1989 por Liudmila Karachkina desde el Observatorio Astrofísico de Crimea, en Rusia.

## Designación y nombre
Sechenov se designó inicialmente como 1989 VP.
Más adelante fue nombrado en honor al fisiólogo ruso Iván Séchenov (1829-1905).

## Características orbitales
Sechenov orbita a una distancia media del Sol de 2,7604 ua, pudiendo acercarse hasta 2,3078 ua y alejarse hasta 3,2130 ua. Tiene una excentricidad de 0,1639 y una inclinación orbital de 35,8530° grados. Emplea en completar una órbita alrededor del Sol 1675 días.

## Características físicas
Su magnitud absoluta es 12,1. Tiene 14,125 km de diámetro. Su albedo se estima en 0,154. El valor de su periodo de rotación es de 12,067 h.